# Hisonotus depressicauda
Hisonotus depressicauda är en fiskart som först beskrevs av Miranda Ribeiro, 1918.  Hisonotus depressicauda ingår i släktet Hisonotus och familjen Loricariidae. Inga underarter finns listade i Catalogue of Life.